# Édouard Soulier
Pour les articles homonymes, voir Soulier (homonymie).
Édouard Camille Soulier est un pasteur et un homme politique français né le 1er janvier 1870 à Bordeaux et mort le 2 septembre 1938 à Courbevoie.

## Formation et parcours professionnel
Étudiant au lycée puis à la faculté des lettres de Bordeaux, Édouard Soulier étudie à la faculté de théologie protestante de Montauban (1896-1899) où il obtient le grade de bachelier, en rédigeant une thèse intitulée De la Science et de la Morale. Il est pasteur de l’Église réformée à Chey (Deux-Sèvres) à partir de 1896, puis à Paris où il dirigea, à partir de 1906 pendant huit ans et demi l'Union chrétienne de jeunes gens. Il exerce son ministère à la paroisse luthérienne de la Rédemption, au 16 rue Chauchat (9e arrondissement) à partir de 1911.
Pendant la Première Guerre mondiale, il devient membre du Comité protestant de propagande française à l'étranger le 30 août 1915, aux côtés d'Eugène Réveillaud et de Jules Siegfried. Édouard Soulier collabore notamment à la revue protestante Revue chrétienne. Il épouse Louise Dupin de Saint-André, ils ont sept enfants, dont deux morts pour la France durant la Première Guerre.

## Carrière politique
Édouard Soulier entame une carrière politique aux lendemains de la Première Guerre mondiale. Il est élu député de la Seine, dans le 9e arrondissement, en 1919 et réélu sans interruption jusqu'à son décès en cours de mandat, en 1938, siégeant à l’Action républicaine et sociale, puis à la Fédération républicaine. Il est vice-président de la Chambre des députés lors de son dernier mandat électoral (janvier 1936-janvier 1938). Il est également conseiller municipal de Paris (1935-1938).

## Publications
- (coll.) L'Évangile mis à l'épreuve, expériences d'âmes, conférences de l'église évangélique luthérienne de Saint-Marcel (Paris), 1912, 288 p.
- La Hollande amie, 1919, Paris-Nancy, Berger-Levrault, 126 p.
- Le Bloc national républicain, Paris, Action nationale républicaine, 1924, 79 p.
- Les Guerres du Cartel. Maroc et Syrie. Discours prononcé à Fontainebleau, le 30 octobre 1925. Fontainebleau : R. Cuénot-Bourges, imprimeur, 20 p.